# Cephalotes taino
Cephalotes taino är en myrart som beskrevs av De Andrade 1999. Cephalotes taino ingår i släktet Cephalotes och familjen myror. Inga underarter finns listade.